# Verband der Immobilienverwalter Deutschland
Der Verband der Immobilienverwalter Deutschland e. V. (VDIV Deutschland; ehemals Dachverband Deutscher Immobilienverwalter, DDIV) ist der Spitzenverband der Haus- und Immobilienverwalter in der Bundesrepublik Deutschland. Er wurde 1988 gegründet und vertritt die Interessen von derzeit rund 4.100 Unternehmen in Deutschland, die hauptberuflich mit der Immobilienverwaltung befasst sind.
2019 benannte sich der Dachverband Deutscher Immobilienverwalter (DDIV) um in Verband der Immobilienverwalter Deutschland (VDIV Deutschland).

## Aufgaben
Der VDIV Deutschland setzt sich für Immobilienverwaltungen ein und vertritt deren Interessen. Er tritt als Lobbyverband im Bundestag bei branchenrelevanten Gesetzgebungsverfahren auf.
Der Spitzenverband der Immobilienverwalter setzt sich für tragfähige politische Rahmenbedingungen bei den Themen bezahlbares Bauen und Wohnen, Klimaschutz und Eigentumsförderung sowie für die weitere Professionalisierung der Branche ein. Seit 2013 setzt sich der VDIV Deutschland unter anderem für eine umfassende Änderung des Wohnungseigentumsgesetzes (WEG) ein. Eine davon ist die Einführung der virtuellen Versammlung als dritte und gleichwertige Versammlungsoption im WEG.

## Publikationen
Der VDIV Deutschland gibt mehrere branchenspezifische Publikationen heraus: Neben dem VDIVnewsletter veröffentlicht der VDIV die Zeitschrift VDIVaktuell, die achtmal im Jahr mit einer jeweiligen Auflage von 14.000 Exemplaren erscheint. Einmal jährlich wird das Sonderheft „VDIVaktuell – Verwaltungsbeirat“ mit einer Auflage von rund 50.000 Exemplaren aufgelegt, das sich an Beiräte von Eigentümergemeinschaften richtet. Die VDIVdigital erscheint zweimal jährlich mit der Auflage von 20.000 Exemplaren und beschäftigt sich mit der Transformation zu digitalisierten Abläufen in der Immobilienverwaltung.
Außerdem veröffentlicht der VDIV Deutschland mehrmals pro Jahr Handlungsempfehlungen (zum Beispiel zum aktualisierten Gebäudeenergiegesetz) oder Beschlussvorlagensammlungen zu wichtigen Themen, die Immobilienverwaltungen praxisnahe Unterstützung zu aktuell relevanten Themen geben sollen.
Um aktuelle Entwicklungen und wirtschaftliche Rahmendaten zu erfassen, erhebt der VDIV Deutschland einmal jährlich das Branchenbarometer. Es ist seit seiner Erstauflage 2012 zum Standardwerk für wirtschaftliche Rahmendaten der Branche geworden. Die Ergebnisse ermöglichen Unternehmen den Abgleich betriebswirtschaftlicher Kennzahlen und sind für den Fortschritt unverzichtbar. Die Publikation gibt zum Beispiel Aufschluss über aktuelle Entwicklungen der Verwaltervergütung, Kapazitäten zur Aufnahme neuer Wohnungseigentümergemeinschaften oder Sanierungstätigkeiten der Verwaltungen beim verwalteten Bestand.
Außerdem misst der VDIV Deutschland seit 2024 in seiner Kurzumfragen-Reihe, dem VDIV-Verwalter-Monitor, die Stimmung und Einschätzung bei aktuellen Entwicklungen, wie der Frage nach der Notwendigkeit einer Elementarschadenversicherung. Der Verwalter-Monitor ist ein Instrument, um schnell und präzise Einblicke in die Meinungen, Bedürfnisse und Trends der Branche sowie Reaktionen auf neue gesetzliche Rahmenbedingungen zu erhalten.
Das Praxishandbuch Zertifizierung WEG-Verwalter erschien in seiner Erstauflage 2023 (Aktualisierung im Sommer 2024) und hilft Immobilienverwaltern bei der Vorbereitung auf die IHK-Prüfung. Die Bestellung eines zertifizierten Verwalters gehört nach dem neuen Wohnungseigentumsgesetz § 19 Abs. 2 Nr. 6 WEG ab 1. Dezember 2023 (§ 48 Abs. 4 WEG) zur ordnungsgemäßen Verwaltung des gemeinschaftlichen Eigentums.

## Organe
Der Verband besteht aus der Mitgliederversammlung, dem Präsidium und dem Verbandsrat. Das Präsidium wird für fünf Jahre gewählt. Die Geschäftsstelle hat ihren Sitz in Berlin. Geschäftsführer ist Martin Kaßler.

### Landesverbände
In zehn Landesverbänden haben sich derzeit rund 4.100 hauptberufliche Immobilienverwaltungsunternehmen zusammengeschlossen. Die in den VDIV-Landesverbänden organisierten Unternehmen betreuen ca. 8,7 Millionen Wohneinheiten, darunter 7,2 Millionen WEG-Einheiten, mit einem Gesamtwert von rund 1,2 Billionen Euro. Als einer der wenigen nationalen Berufsverbände verzeichnet der VDIV konstanten Zulauf.
Übersicht der Landesverbände:
- Verband der Immobilienverwalter Baden-Württemberg e. V.
- Verband der Immobilienverwalter Bayern e. V.
- Verband der Immobilienverwalter Berlin-Brandenburg e. V.
- Verband der Immobilienverwalter Hessen e. V.
- Verband der Immobilienverwalter Mitteldeutschland e. V.
- Verband der Immobilienverwalter Niedersachsen/Bremen e. V.
- Verband der Immobilienverwalter Rheinland-Pfalz/Saarland e. V.
- Verband der Immobilienverwalter Sachsen-Anhalt e. V.
- Verband der Immobilienverwalter Schleswig-Holstein/Hamburg/Mecklenburg-Vorpommern e. V.
- Verband der Nordrhein-westfälischen Immobilienverwalter e. V.

## Organisationen
Der Verband ist Mitglied in der Bundesarbeitsgemeinschaft Immobilienwirtschaft Deutschland (BID), im Bündnis für Bezahlbares Wohnen und Bauen, im Wohnungswirtschaftlichen Rat der Bundesregierung und in der Initiative Wohnungswirtschaft Osteuropa (IWO).